# Appiusz Klaudiusz Pulcher (konsul 79 p.n.e.)
Appius Claudius Pulcher (ur. przed 138 p.n.e.; zm. 76 p.n.e.) – członek patrycjuszowskiego rodu Klaudiuszów Pulcher, jednego z najbardziej wpływowych w okresie republiki. Syn Appiusza Klaudiusza Pulchra, konsula w 143 r. p.n.e. i Antystii.
Członek kolegium ds. monetarnych ok. 110 p.n.e.; kwestor w 99 p.n.e.; edyl w 91 p.n.e.; pretor w 89 p.n.e. W 87 p.n.e. otrzymał od Sulli jako propretor dowództwo legionu, który oblegał Nolę. Legion ten przeciągnął Cynna na stronę sił Mariusza. Appiusz odmówił stawienia się na wezwanie trybuna ludowego, został pozbawiony urzędu (imperium) i poszedł na zesłanie. W 86 p.n.e. został usunięty z senatu przez cenzora Lucjusza Marcjusza Filipa.
W wojnie domowej był zwolennikiem Sulli. Po zwycięstwie tego ostatniego został przywrócony do pełni praw i został konsulem w 79 p.n.e. Po konsulacie otrzymał namiestnictwo prowincji Macedonii, ale rozchorował się w Tarencie i wrócił do Rzymu. W 77 p.n.e. sprawował urząd interrexa. Objął potem w charakterze prokonsula przyznane mu wcześniej namiestnictwo Macedonii, gdzie z powodzeniem walczył z plemionami trackimi. W 76 p.n.e. zachorował i zmarł.
Żonaty z Cecylią Metellą, córką Lucjusza Cecyliusza Metellusa Diademata, z którą miał sześcioro dzieci:
- Klaudia (1x Kwintus Marcjusz Reks, konsul 68)
- Klaudia (1x Lucjusz Licyniusz Lukullus)
- Appiusz Klaudiusz Pulcher, konsul 54 p.n.e.
- Gajusz Klaudiusz Pulcher, pretor 54 p.n.e.
- Klodia
- Klodiusz.